# 中継局
中継局（ちゅうけいきょく）とは、日本の電波法に基づく放送局の分類のひとつ。総務省告示基幹放送用周波数使用計画第1 総則 第1項（3）において「親局以外の基幹放送局」として定義される。

## 概説
地上基幹放送において、地勢的な影響で親局送信所だけでは放送区域をカバーできない時に、親局とは別の場所に設けられる補助的な地上基幹放送局である。日本では、サテライト局（空中線電力0.1W以下の小規模な中継局はミニサテライト局（ミニサテ局）と呼ばれることが多い）と、英語ではトランスポーザ（transposer）という。中継方法としては、演奏所（スタジオ）・親局からの専用線（主に中波放送・短波放送）や、無線（STL）で送信する方法、親局の電波を受信し周波数を変換して送信する放送波中継（主に超短波放送（FM放送）・テレビジョン放送）がある。なお、1990年代以降に開設された、いわゆる平成新局は資金が乏しいことから、アナログテレビ放送では中継局が少なめであることが多かった。

## 周波数
通常、親局とは別の周波数が使われる。
同一周波数の使用に関しては、中波放送では振幅変調の特性上同一周波数の中継が容易でRSK山陽放送、山形放送、山梨放送、四国放送、西日本放送、南海放送、熊本放送、宮崎放送などで実施している。FM放送ではFMキャプチャ効果により出力差が大きいと小出力側が抑圧されるため、出力差の少ないコミュニティ放送局で実施している。地上デジタルテレビ放送ではOFDM方式の特性上、同一周波数での中継が比較的容易であるため、単一周波数ネットワーク（SFN - Single Frequency Network）による中継網を採用することもできる。
周波数帯を異にするものとしては、中波放送では後述の#補完中継局が設置されている。また、アナログテレビ放送においては、2012年（平成24年）3月31日の全廃までに宮城県、東京都、神奈川県、兵庫県ではSHF中継局が、北海道、長野県、岐阜県、三重県、徳島県、香川県、山口県、佐賀県、大分県、熊本県、宮崎県、鹿児島県では、UHF親局に対しVHF中継局が、それぞれ設置されていた。

## 操作
原則として無線従事者の管理（常駐するという意味ではない。）を要する。例外は総務省令電波法施行規則第33条に基づく告示にある、他の地上基幹放送局の番組を中継するのみでかつ適合表示無線設備のみを使用する、FM放送用で空中線電力0.25W以下又はテレビジョン放送用で空中線電力0.05W以下の地上基幹放送局の無線設備の外部の転換装置で電波の質に影響を及ぼさないものの技術操作のみ不要である。これは、ギャップフィラーと呼ばれる受信障害対策中継放送用送信機のことである。

## 損壊又は故障の対策
放送法施行規則第103条には、「この款において使用する用語は、次の定義に従うもの」 としている。
2.「プラン局」とは、親局以外の基幹放送局のうち、基幹放送用周波数使用計画の表に掲げる中継局のことをいう。
3.「その他の中継局」とは、親局及びプラン局以外の基幹放送局をいう。
また、親局の定義も引用されている。 
この款とは、第4章第5節の第1款、すなわち基幹放送局の電気通信設備の損壊又は故障の対策について規定するもので、親局、プラン局、その他の中継局とに区分してとるべき対策を規定している。

## コールサイン
中継局にはコールサインが指定されているものがあり、中波放送ではその局独自の編成を行うところがある。アナログテレビ放送ではHBCテレビ、STVテレビ、テレビ静岡などで、本局と内容を差し替えることがあった。この内、終了時まで独自編成を行っていたのはSTVテレビとテレビ静岡のみで、HBCテレビは2003年（平成15年）頃に取りやめた。終了時に全廃されたがそのコールサインはSTVテレビの札幌本局以外（旭川局JOKY-TV、帯広局JOWL-TV、函館局JOMY-TV、網走局JOVX-TV、釧路局JOSY-TV、室蘭局JOLY-TV）、テレビ静岡浜松局（JORH-TV）、中国放送尾道局（JOEE-TV）、山口放送関門局（JOPM-TV）、テレビ西日本北九州局（JOHX-TV）であった。

## 放送中継局
1950年（昭和25年）の電波法施行規則の全部改正の際に第4条の「無線局の種別」に追加されたが、1958年（昭和33年）の改正で削除され固定局とされた。

## 補完中継局
基幹放送用周波数使用計画第1 総則 第5項に「中波放送の放送区域において災害対策などのため補完的に超短波放送用周波数を用いて放送を行う中継局」と規定している。
混信による難聴取対策や災害対策として中波放送をFM放送の周波数でサイマル放送を行う中継局のことである。 
詳細は、FM補完中継局を参照。

## その他の中継局

### 陸上移動中継局
電波法施行規則第4条の無線局の種別の内、「中継局」と文言のある無線局である。1982年（昭和57年）にMCA無線業務が開始される際に制御局の為に制定された種別で、1996年（平成8年）より携帯電話の普及に伴い携帯電話用中継設備に対しても免許されることとなった。
詳細は、陸上移動中継局を参照。

### 無線通信業務の中継局
移動体通信では基地局や携帯基地局を、アマチュア無線ではアマチュア局を見晴らしの良い山上や高層ビルの屋上、電波塔に設置して通信範囲を大きく広げる。リピータ（レピータ）（repeater）と呼ばれることが多い。リピータは受信した電波を同時に送信する必要があるが、周波数分割複信方式が一般的である。送受信周波数間隔は、システムにより様々で、周波数の割当てやデュープレクサの実現難易度から総合的に決められる。

#### アマチュア無線
周波数帯域の広いVHF以上が用いられる。UHF（430MHz帯、1200MHz帯、2400MHz帯）が主であるが、28MHz帯（短波であるがVHFに準じる。）やSHF（5600MHz帯、10.1GHz帯）のものも一部にある。デジタル変調の普及に伴いD-STAR方式も運用されはじめている。
日本では1982年より免許されることとなった。日本アマチュア無線連盟（JARL）のみが開設できることとされ、JARLが直轄して、又は所属する管理団体が設置している。ただし、周波数は公開されておりJARL非会員でも利用できる。多数のアマチュア無線家が使用するため、短時間で要領よく通信を行うことがマナーとされる。
送受信周波数間隔は次のとおり。
| 周波数帯  | 間隔   | 備考                   |
| --------- | ------ | ---------------------- |
| 28MHz帯   | 100kHz |                        |
| 50MHz帯   | 1MHz   | 日本では免許されない。 |
| 144MHz帯  | 600kHz | 日本では免許されない。 |
| 430MHz帯  | 5MHz   |                        |
| 1200MHz帯 | 20MHz  |                        |
| 2400MHz帯 | 20MHz  |                        |
| 5600MHz帯 | 40MHz  |                        |
| 10.1GHz帯 | 70MHz  |                        |